# Maria Luisa Gabriella của Savoia
Maria Luisa Gabriella của Savoia (tiếng Tây Ban Nha: María Luisa Gabriela de Saboya; 17 tháng 9 năm 1688 – 14 tháng 2 năm 1714), biệt danh là La Savoyana, là Vương hậu nước Tây Ban Nha thông qua cuộc hôn nhân với Felipe V. Maria Luisa giữ vai trò nhiếp chính trong thời gian Felipe V vắng mặt từ năm 1702 đến năm 1703 và có ảnh hưởng lớn với tư cách là cố vấn chính trị trong Chiến tranh Kế vị Tây Ban Nha. Nhờ sự hiệu quả của mình nên Maria Luisa được yêu mến tại đất nước của nhà chồng.

## Đầu đời

### Tuổi thơ
Maria Luisa Gabriella sinh vào ngày 17 tháng 9 năm 1688 tại Cung điện Hoàng gia Turin, Savoia. Bà là con gái thứ ba và là người con thứ hai còn sống của Vittorio Amadeo II của Savoia và Anne Marie của Orléans, con gái út của Philippe I xứ Orléans và Henrietta của Anh. Khi còn trẻ, Maria Luisa Gabriella được mô tả là "thông minh, vui tươi và thích vui vẻ" và được nhận được một nền giáo dục tuyệt vời. Công nữ vẫn gần gũi với chị gái Maria Adelaide, người sau này kết hôn với Louis của Pháp, Tiểu Trữ quân, cháu trai cả của Louis XIV của Pháp.

### Đính hôn
Vương tôn Pháp Philippe, Công tước xứ Anjou hay Felipe V vừa nắm giữ ngai vàng Tây Ban Nha sau cái chết của người chú họ là Carlos II của Tây Ban Nha, người không có hậu duệ. Để thực thi quyền lực mong manh của bản thân đối với Tây Ban Nha do sinh ra tại Pháp, Felipe V quyết định duy trì mối quan hệ với Công tước xứ Savoia bằng cách kết hôn với con gái ông là Maria Luisa Gabriella, em họ của Felipe thông qua Louis XIII của Pháp. Vào giữa năm 1701, Felipe V cầu hôn Công nữ với sự cho phép của ông nội mình là Louis XIV. Hai người kết hôn thông qua hình thức ủy quyền vào ngày 12 tháng 9 năm 1701, năm ngày trước sinh nhật lần thứ mười ba của Maria Luisa Gabriella. Công nữ đến Nice vào ngày 18 tháng 9 và được Giáo hoàng Clemente XI chào đón, người đã tặng bà Bông hồng Vàng vào ngày 20 tháng 9 như một món quà nghi lễ. Trong vòng một tuần, Maria Luisa đi thuyền từ Nice đến Antibes và được đưa đến Barcelona.

## Vương hậu Tây Ban Nha

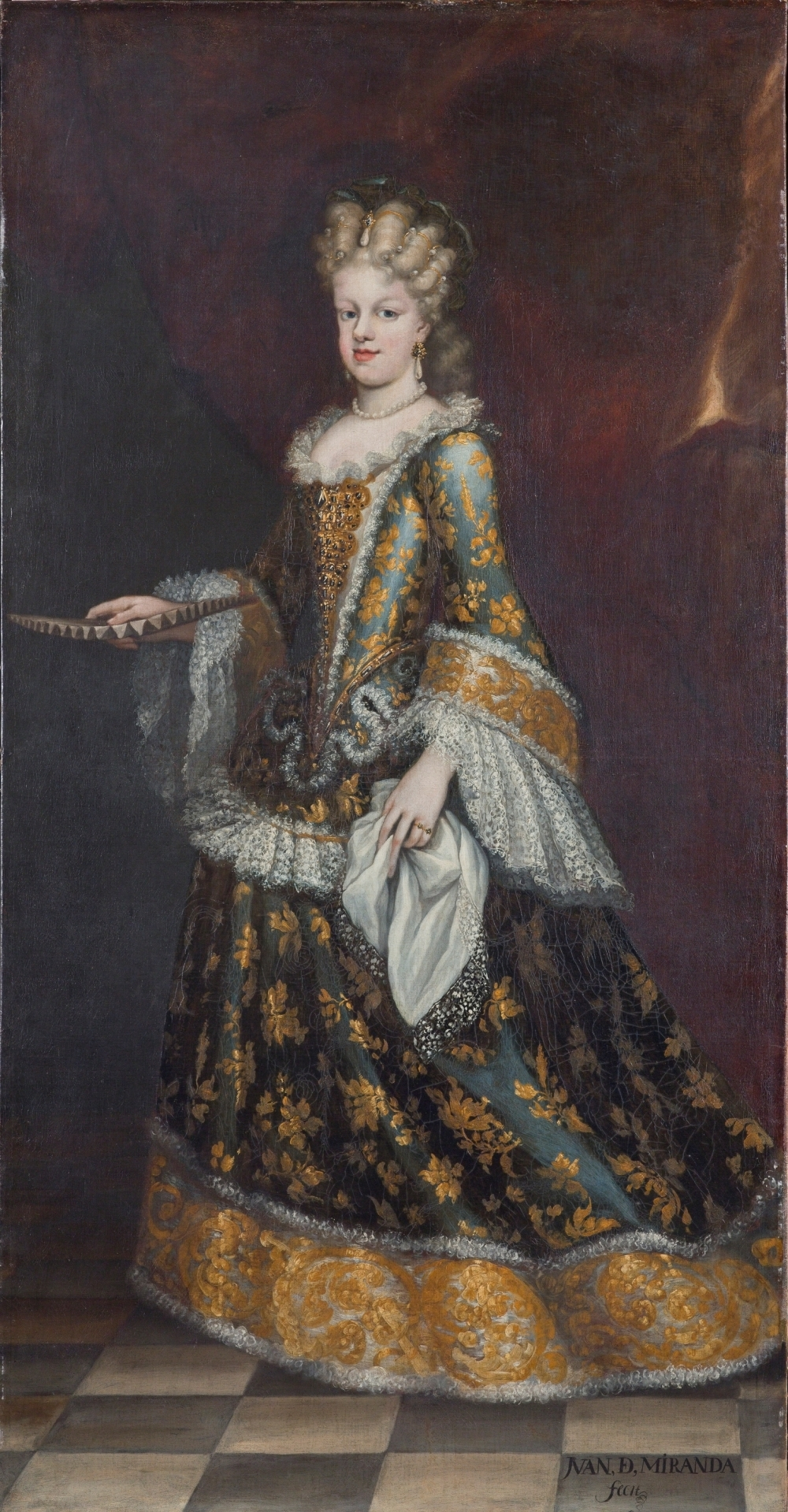
Chân dung bởi Juan Garcia de Miranda

Vương gia huy của Vương hậu Maria Luisa

Lễ cưới chính thức diễn ra vào ngày 2 tháng 11 năm 1701. Felipe V đã yêu Maria Luisa Gabriella sâu sắc ngay từ đầu. Giống như trường hợp của Vương hậu tiếp theo là Elisabetta Farnese, ông bị phụ thuộc vào Maria Luisa về mặt tình dục vì những nghi lễ tôn giáo đã ngăn cản Nhà vua thực hiện bất kỳ đời sống tình dục nào ngoài vòng hôn nhân. Không giống như những gì thường thấy đối với một quốc vương Tây Ban Nha, Felipe thường ngủ trên giường của Maria Luisa cả đêm và khăng khăng đòi quyền lợi vợ chồng của mình. Ngay sau khi kết hôn, đại sứ Pháp là Công tước xứ Gramont đã báo cáo với Louis XIV rằng Felipe sẽ hoàn toàn bị vợ mình cai trị miễn là ông còn kết hôn, một báo cáo khiến Louis XIV phải cảnh báo cháu trai của mình không được để vợ mình thống trị.
Nhìn chung, ảnh hưởng của vị Vương hậu trẻ tuổi là có lợi. Maria Luisa Gabriella được mô tả là người trưởng thành đáng kể so với tuổi của mình, hiểu biết về chính trị, ăn nói lưu loát và chăm chỉ. Vương hậu được ca ngợi khắp Tây Ban Nha vì quyền nhiếp chính của mình và được cho là đã mang lại cho Felipe V, người hay thụ động, năng lượng mà Nhà vua cần để tham gia vào chiến tranh.

### Chiến tranh Kế vị Tây Ban Nha
Năm 1702, Felipe V buộc phải rời Tây Ban Nha để chiến đấu tại Napoli như một phần của Chiến tranh Kế vị Tây Ban Nha đang diễn ra. Trong thời gian chồng vắng mặt, Maria Luisa Gabriella 14 tuổi đã thực sự hành động như một nhiếp chính từ Madrid, yêu cầu mọi khiếu nại phải được điều tra, ra lệnh rằng các báo cáo phải được gửi trực tiếp cho Vương hậu, và làm việc nhiều giờ với các bộ trưởng. Maria Luisa tiếp kiến các đại sứ và cố gắng ngăn cản Savoia tham gia cùng kẻ thù mặc dù mục tiêu này sớm thất bại. Tuy nhiên, các con Maria Luisa đã khuyến khích thành công việc tái tổ chức Junta và thu được các khoản đóng góp tiền tệ đáng kể từ một số nhà quý tộc và thành phố cho nỗ lực chiến tranh. Vào năm 1715, Felipe V cuối cùng được công nhận là Vua của Tây Ban Nha và giữ lại hầu hết các thuộc địa, nhưng nhượng lại các vùng lãnh thổ tại Ý và từ bỏ ngai vàng nước Pháp cho bản thân và con cháu của mình.

### Âm mưu của triều đình
Người hầu cận người Pháp Marie Anne de La Trémoille, princesse des Ursins là thành viên trong đoàn hầu cận của Maria Luisa, người sẽ duy trì ảnh hưởng lớn đối với Maria Luisa Gabriella với tư cách là Camarera mayor de Palacio, nữ quan chính của bà. Trémoille duy trì sự thống trị mạnh mẽ tại Tây Ban Nha bằng cách sử dụng mọi quyền lợi gần gũi với Vương hậu từ vị trí của mình. Trémoille gần như luôn ở bên cạnh Maria Luisa Gabriella, đi cùng Vương hậu đến bất cứ nơi nào ngay bà khi rời khỏi phòng riêng, theo Vương hậu đến các cuộc họp hội đồng nơi bà ngồi bên cạnh để nghe và may vá, theo Vương hậu trở về phòng nơi bà thực hiện những việc cá nhân riêng tư nhất, mặc quần áo và cởi đồ cho Vương hậu, và kiểm soát bất kỳ ai muốn đến gặp. Vì Felipe V thực sự ở chung phòng ngủ cùng Maria Luisa Gabriella nên vị Công nữ đã có được sự ảnh hưởng rất lớn đối với Nhà vua. Năm 1704, Trémoille bị lưu đày theo lệnh của Louis XIV, tàn phá những kẻ thống trị, tuy nhiên vị Công nữ đã trở lại Madrid vào năm 1705 và điều này khiến cho Maria Luisa rất vui mừng.

## Qua đời
Vào cuối đời, Maria Luisa Gabriella mắc bệnh lao và qua đời tại Alcazar Vương thất Madrid, vào ngày 14 tháng 2 năm 1714 ở tuổi 25. Vương hậu sau đó được chôn cất tại San Lorenzo de El Escorial. Vào ngày 16 tháng 9 năm 1714, chỉ vài tháng sau khi Maria Luisa qua đời, Felipe V đã tái hôn theo ủy quyền với Elisabetta Farnese, người thừa kế của Công tước xứ Parma. Cháu gái của Vương hậu là Maria Luisa của Sardegna được đặt theo tên bà.

## Con cái
| Tên          | Sinh - Mất                                | Ghi chú                                                                          |
| ------------ | ----------------------------------------- | -------------------------------------------------------------------------------- |
| Luis         | 25 tháng 8 năm 1707 – 31 tháng 8 năm 1724 | Sau này là Luis I của Tây Ban Nha, kết hôn với Louise Élisabeth của Orléans      |
| Felipe       | 2 tháng 7 năm 1709 – 18 tháng 7 năm 1709  | Qua đời khi còn nhỏ.                                                             |
| Felipe Pedro | 7 tháng 6 năm 1712 – 29 tháng 12 năm 1719 | Qua đời khi còn nhỏ.                                                             |
| Fernando     | 23 tháng 9 năm 1713 – 10 tháng 8 năm 1759 | Sau này là Fernando VI của Tây Ban Nha, kết hôn với Maria Bárbara của Bồ Đào Nha |

Vì tất cả các con trai đều qua đời mà không có con, do đó Maria Luisa Gabriella không có hậu duệ nào.

## Tổ tiên
| \| \| \| \| \| \| \| \| \| \| \| 8. Vittorio Amadeo I của Savoia \| \| \| \| \| \| \| \| \| \| \| \| \| \| \| \| \| \| \| \| \| \| \| \| \| \| \| \| \| \| \| \| \| \| \| \| \| \| \| \| \| \| \| \| \| \| \| \| \| \| \| 4. Carlo Emmanuel II của Savoia \| \| \| \| \| \| \| \| \| \| \| \| \| \| \| \| \| \| \| \| \| \| \| \| \| \| \| \| \| \| \| \| \| \| \| \| \| \| \| \| \| \| \| \| \| \| \| \| \| \| \| \| \| \| \| \| \| \| \| \| 9. Christine Marie của Pháp \| \| \| \| \| \| \| \| \| \| \| \| \| \| \| \| \| \| \| \| \| \| \| \| \| \| \| \| \| \| \| \| \| \| \| \| \| \| \| \| \| \| \| \| \| \| \| \| \| \| \| \| \| \| \| \| \| \| \| \| 2. Vittorio Amadeo II của Sardegna \| \| \| \| \| \| \| \| \| \| \| \| \| \| \| \| \| \| \| \| \| \| \| \| \| \| \| \| \| \| \| \| \| \| \| \| \| \| \| \| \| \| \| \| \| \| \| \| \| \| \| \| \| \| \| \| \| \| \| \| 10. Charles Amédée xứ Nemours \| \| \| \| \| \| \| \| \| \| \| \| \| \| \| \| \| \| \| \| \| \| \| \| \| \| \| \| \| \| \| \| \| \| \| \| \| \| \| \| \| \| \| \| \| \| \| \| \| \| \| \| \| \| \| \| \| \| \| \| 5. Maria Giovanna Battista của Savoia \| \| \| \| \| \| \| \| \| \| \| \| \| \| \| \| \| \| \| \| \| \| \| \| \| \| \| \| \| \| \| \| \| \| \| \| \| \| \| \| \| \| \| \| \| \| \| \| \| \| \| \| \| \| \| \| \| \| \| \| 11. Élisabeth de Bourbon \| \| \| \| \| \| \| \| \| \| \| \| \| \| \| \| \| \| \| \| \| \| \| \| \| \| \| \| \| \| \| \| \| \| \| \| \| \| \| \| \| \| \| \| \| \| \| \| \| \| \| \| \| \| \| \| \| \| \| \| 1. Maria Luisa Gabriella của Savoia \| \| \| \| \| \| \| \| \| \| \| \| \| \| \| \| \| \| \| \| \| \| \| \| \| \| \| \| \| \| \| \| \| \| \| \| \| \| \| \| \| \| \| \| \| \| \| \| \| \| \| \| \| \| \| \| \| \| \| \| 12. Louis XIII của Pháp \| \| \| \| \| \| \| \| \| \| \| \| \| \| \| \| \| \| \| \| \| \| \| \| \| \| \| \| \| \| \| \| \| \| \| \| \| \| \| \| \| \| \| \| \| \| \| \| \| \| \| \| \| \| \| \| \| \| \| \| 6. Philippe I xứ Orléans \| \| \| \| \| \| \| \| \| \| \| \| \| \| \| \| \| \| \| \| \| \| \| \| \| \| \| \| \| \| \| \| \| \| \| \| \| \| \| \| \| \| \| \| \| \| \| \| \| \| \| \| \| \| \| \| \| \| \| \| 13. Ana của Tây Ban Nha \| \| \| \| \| \| \| \| \| \| \| \| \| \| \| \| \| \| \| \| \| \| \| \| \| \| \| \| \| \| \| \| \| \| \| \| \| \| \| \| \| \| \| \| \| \| \| \| \| \| \| \| \| \| \| \| \| \| \| \| 3. Anne Marie của Orléans \| \| \| \| \| \| \| \| \| \| \| \| \| \| \| \| \| \| \| \| \| \| \| \| \| \| \| \| \| \| \| \| \| \| \| \| \| \| \| \| \| \| \| \| \| \| \| \| \| \| \| \| \| \| \| \| \| \| \| \| 14. Charles I của Anh \| \| \| \| \| \| \| \| \| \| \| \| \| \| \| \| \| \| \| \| \| \| \| \| \| \| \| \| \| \| \| \| \| \| \| \| \| \| \| \| \| \| \| \| \| \| \| \| \| \| \| \| \| \| \| \| \| \| \| \| 7. Henrietta của Anh \| \| \| \| \| \| \| \| \| \| \| \| \| \| \| \| \| \| \| \| \| \| \| \| \| \| \| \| \| \| \| \| \| \| \| \| \| \| \| \| \| \| \| \| \| \| \| \| \| \| \| \| \| \| \| \| \| \| \| \| 15. Henriette Marie của Pháp \| \| \| \| \| \| \| \| \| \| \| \| \| \| \| \| \| \| \| \| \| \| \| \| \| \| \| \| \| \| \| \| \| \| \| \| \| \| \| \| \| \| \| |                                       |  |  |  |  |  |  |  |  |                                 |  |  |  |
| |                                       |  |  |  |  |  |  |  |  | 8. Vittorio Amadeo I của Savoia |  |  |  |
| |                                       |  |  |  |  |  |  |  |  |                                 |  |  |  |
| |                                       |  |  |  |  |  |  |  |  |                                 |  |  |  |
| |                                       |  |  |  |  |  |  |  |  |                                 |  |  |  |
| | 4. Carlo Emmanuel II của Savoia       |  |  |  |  |  |  |  |  |                                 |  |  |  |
| |                                       |  |  |  |  |  |  |  |  |                                 |  |  |  |
| |                                       |  |  |  |  |  |  |  |  |                                 |  |  |  |
| |                                       |  |  |  |  |  |  |  |  |                                 |  |  |  |
| | 9. Christine Marie của Pháp           |  |  |  |  |  |  |  |  |                                 |  |  |  |
| |                                       |  |  |  |  |  |  |  |  |                                 |  |  |  |
| |                                       |  |  |  |  |  |  |  |  |                                 |  |  |  |
| |                                       |  |  |  |  |  |  |  |  |                                 |  |  |  |
| | 2. Vittorio Amadeo II của Sardegna    |  |  |  |  |  |  |  |  |                                 |  |  |  |
| |                                       |  |  |  |  |  |  |  |  |                                 |  |  |  |
| |                                       |  |  |  |  |  |  |  |  |                                 |  |  |  |
| |                                       |  |  |  |  |  |  |  |  |                                 |  |  |  |
| | 10. Charles Amédée xứ Nemours         |  |  |  |  |  |  |  |  |                                 |  |  |  |
| |                                       |  |  |  |  |  |  |  |  |                                 |  |  |  |
| |                                       |  |  |  |  |  |  |  |  |                                 |  |  |  |
| |                                       |  |  |  |  |  |  |  |  |                                 |  |  |  |
| | 5. Maria Giovanna Battista của Savoia |  |  |  |  |  |  |  |  |                                 |  |  |  |
| |                                       |  |  |  |  |  |  |  |  |                                 |  |  |  |
| |                                       |  |  |  |  |  |  |  |  |                                 |  |  |  |
| |                                       |  |  |  |  |  |  |  |  |                                 |  |  |  |
| | 11. Élisabeth de Bourbon              |  |  |  |  |  |  |  |  |                                 |  |  |  |
| |                                       |  |  |  |  |  |  |  |  |                                 |  |  |  |
| |                                       |  |  |  |  |  |  |  |  |                                 |  |  |  |
| |                                       |  |  |  |  |  |  |  |  |                                 |  |  |  |
| | 1. Maria Luisa Gabriella của Savoia   |  |  |  |  |  |  |  |  |                                 |  |  |  |
| |                                       |  |  |  |  |  |  |  |  |                                 |  |  |  |
| |                                       |  |  |  |  |  |  |  |  |                                 |  |  |  |
| |                                       |  |  |  |  |  |  |  |  |                                 |  |  |  |
| | 12. Louis XIII của Pháp               |  |  |  |  |  |  |  |  |                                 |  |  |  |
| |                                       |  |  |  |  |  |  |  |  |                                 |  |  |  |
| |                                       |  |  |  |  |  |  |  |  |                                 |  |  |  |
| |                                       |  |  |  |  |  |  |  |  |                                 |  |  |  |
| | 6. Philippe I xứ Orléans              |  |  |  |  |  |  |  |  |                                 |  |  |  |
| |                                       |  |  |  |  |  |  |  |  |                                 |  |  |  |
| |                                       |  |  |  |  |  |  |  |  |                                 |  |  |  |
| |                                       |  |  |  |  |  |  |  |  |                                 |  |  |  |
| | 13. Ana của Tây Ban Nha               |  |  |  |  |  |  |  |  |                                 |  |  |  |
| |                                       |  |  |  |  |  |  |  |  |                                 |  |  |  |
| |                                       |  |  |  |  |  |  |  |  |                                 |  |  |  |
| |                                       |  |  |  |  |  |  |  |  |                                 |  |  |  |
| | 3. Anne Marie của Orléans             |  |  |  |  |  |  |  |  |                                 |  |  |  |
| |                                       |  |  |  |  |  |  |  |  |                                 |  |  |  |
| |                                       |  |  |  |  |  |  |  |  |                                 |  |  |  |
| |                                       |  |  |  |  |  |  |  |  |                                 |  |  |  |
| | 14. Charles I của Anh                 |  |  |  |  |  |  |  |  |                                 |  |  |  |
| |                                       |  |  |  |  |  |  |  |  |                                 |  |  |  |
| |                                       |  |  |  |  |  |  |  |  |                                 |  |  |  |
| |                                       |  |  |  |  |  |  |  |  |                                 |  |  |  |
| | 7. Henrietta của Anh                  |  |  |  |  |  |  |  |  |                                 |  |  |  |
| |                                       |  |  |  |  |  |  |  |  |                                 |  |  |  |
| |                                       |  |  |  |  |  |  |  |  |                                 |  |  |  |
| |                                       |  |  |  |  |  |  |  |  |                                 |  |  |  |
| | 15. Henriette Marie của Pháp          |  |  |  |  |  |  |  |  |                                 |  |  |  |
| |                                       |  |  |  |  |  |  |  |  |                                 |  |  |  |
| |                                       |  |  |  |  |  |  |  |  |                                 |  |  |  |